# Phytomyza symphyti
Phytomyza symphyti är en tvåvingeart som beskrevs av Friedrich Georg Hendel 1935. Phytomyza symphyti ingår i släktet Phytomyza och familjen minerarflugor.
Artens utbredningsområde är Tyskland. Inga underarter finns listade i Catalogue of Life.